# Cièrion
Cièrion (en grec antic Κιέριον) era una antiga ciutat de Tessàlia que segons Esteve de Bizanci es va construir en el lloc on hi havia hagut la ciutat d'Arne, citada per Homer, la ciutat principal dels beocis a Tessàlia des d'on van emigrar a Beòcia. Alguns autors antics no coincideixen amb aquesta opinió.
Segons Tucídides, els beocis habitaven el territori, però seixanta anys després de la guerra de Troia, els tessalis els van expulsar de la ciutat d'Arne. Arquèmac d'Eubea i altres autors diuen que només alguns beocis van decidir quedar-se a Arne. Es van convertir en servents dels tessalis i se'ls va anomenar penestes.
Segons Titus Livi, a la Segona Guerra Macedònica, l'any 198 aC després de la captura de Faloria per part de les tropes romanes i els seus aliats, les ciutats de Cièrion i de Metròpolis de l'Hestieòtide van enviar ambaixades oferint la rendició de les seves ciutats, demanant clemència, que van obtenir. A la Guerra Romano-Síria, l'exèrcit d'Antíoc III el Gran, va conquerir Cièrion juntament amb Metròpolis i altres fortaleses properes. Poc després, el cònsol romà Manius Acilius Glabrio, quan avançava pel territori de Tessàlia, va rebre delegats de les ciutats de Metròpolis i Cièrion que de nou, com a la Segona Guerra de Macedònia, van oferir la rendició de les seves ciutats poc abans de la batalla de les Termòpiles l'any 191 aC.
Pausànias situa la ciutat entre Feres i Larisa, i diu que tenia un temple dedicat a Atena Itònia.